# Germaine Poinso-Chapuis
Germaine Poinso-Chapuis, född 1901, död 1981, var en fransk politiker.
Hon blev 1945 en ur den första gruppen kvinnor att väljas in i sitt lands parlament. Hon var 1947-48 hälsominister och därmed även landets första kvinnliga minister. 